# Коле Рико (Терни)
Коле Рико је насеље у Италији у округу Терни, региону Умбрија.
Према процени из 2011. у насељу је живело 37 становника. Насеље се налази на надморској висини од 291 м.